# Engelwerk
Das Engelwerk, Werk der Heiligen Engel oder Opus Sanctorum Angelorum ist eine 1949 von Gabriele Bitterlich gegründete geistliche Bewegung, die 2008 von Papst Benedikt XVI. für die römisch-katholische Kirche anerkannt wurde. Nach eigenen Angaben sieht es seine Aufgabe darin, „die Verehrung der heiligen Engel zu fördern, [sich] für die Heiligung des Volkes Gottes einzusetzen und im Besonderen den Priestern beizustehen“ sowie die „heiligen Engel zu beschwören“.
Das Engelwerk wird von Kritikern als Sekte innerhalb der römisch-katholischen Kirche angesehen. Einige Bischöfe unterstützten die Bewegung. Der Salzburger Erzbischof Georg Eder verteidigte sie 2002 gegen den Sektenvorwurf. Die Glaubenskongregation schrieb dem Engelwerk 2010 eine „Übereinstimmung mit der überlieferten Lehre und den Weisungen der höchsten Autorität“ der Kirche zu. Gleichzeitig wurde aber konstatiert, dass Mitglieder des Engelwerks, darunter entlassene Priester des Ordens der Regularkanoniker vom Heiligen Kreuz, die kirchlichen Normen nicht akzeptierten, sondern bestrebt seien, ein ihrer Auffassung nach „echtes Engelwerk“ wiederherzustellen, das der kirchlichen Kontrolle entzogen sei, sich jedoch präsentiere, als ob es in voller Gemeinschaft mit der katholischen Kirche stünde.
1992 gab das Engelwerk eine Zahl von „knapp 10.000 reglementierten Mitgliedern“ an, darunter etwa 160 Ordensmänner und 150 Ordensschwestern. Nach Angaben aus dem Jahr 2000 hatte das Engelwerk eine Million Mitglieder, darunter circa 50 Bischöfe und mehrere Kardinäle. Nach kirchlichen Schätzungen aus dem Jahr 2010 sollten der Vereinigung rund 100 Priester und 400 Ordensfrauen angehören; verlässliche Schätzungen zu Laienmitgliedern und Sympathisanten lägen nicht vor. 2020 wurde die Mitgliederzahl nur noch auf mehrere tausend Personen weltweit geschätzt. Zentrum des Engelwerkes ist die Burg St. Petersberg in Silz (Tirol). Das Engelwerk ist heute in mehreren Ländern verbreitet; vor allem in Deutschland, Österreich, der Schweiz, Brasilien, Indien, Italien und Portugal gibt es Anhänger. In der Geschichte der Gemeinschaft kam es zu Mord und Serien sexuellen Missbrauchs.

## Ziele
Die Besonderheit des Engelwerkes bestehe – so der Artikel im L’Osservatore Romano – in der „vollen Entfaltung“ der Verehrung der Engel; diese konkretisiere sich in der sog. „Weihe an die heiligen Engel“, die in Analogie zu den in der Geschichte der Kirche verbreiteten Weihen an das Herz Jesu und das Herz Mariens gesehen wird. Eine Weihe ist die Widmung von Personen oder Gegenständen an den Göttlichen Kult. Der Sinn einer solchen Weihe ist, dass die geweihte Person in den heiligen Dienst Gottes gestellt wird. Eine Weihe ist nur dann gültig, wenn der Mensch sie freiwillig im Glauben annimmt und aus ihrer Kraft ein wohlgefälliges Leben zur Ehre Gottes führt. Durch die persönliche Weihe an den Schutzengel tritt man in das Engelwerk ein.
Weitere Ziele und Aufgaben des Opus Angelorum seien „die Erneuerung des geistlichen Lebens in der Kirche“, und zwar „in den Grundrichtungen der Anbetung, Betrachtung, Sühne und Sendung (Apostolat)“, sowie die Verehrung der heiligen Engel zu fördern, sich für die Heiligung des Volkes Gottes einzusetzen und im Besonderen den Priestern beizustehen. Weil die Engel in ständiger Anbetung Gottes leben, nehme die Anbetung im Opus Angelorum den ersten Platz ein. Als besondere Gebetsform gilt die „Passio Domini“, eine wöchentliche Gebetszeit am Donnerstagabend und Freitagnachmittag, in der man sich geistig mit dem Erlöser in seinem Leiden vereine. Obgleich die Spiritualität des Engelwerkes durch die Engelverehrung gekennzeichnet ist, bleibt gleichzeitig die „Ausrichtung auf Gott und seinen Dienst“ wesentlich.
Durch öffentliche Exerzitien und Einkehrtage besteht die Möglichkeit, das Engelwerk näher kennenzulernen. Der Aufstieg von Mitgliedern des Engelwerkes vollzieht sich durch abgestufte Rituale: Schutzengelversprechen, Schutzengelweihe (Eintritt ins Engelwerk, für Katholiken und früher auch Andersgläubige), Engelweihe und Sühneweihe. Mit Stand von 1998 wurde zusätzlich die Aufnahme in den Helferkreis zwischen Schutzengel- und Engelweihe vollzogen.

„ENGEL-VERSPRECHEN
HEILIG, HEILIG, HEILIG BIST DU, HERR, GOTT DER HEERSCHAREN. HIMMEL UND ERDE SIND ERFÜLLT VON DEINER HERRLICHKEIT.
Wir knien vor Deiner MAJESTÄT und danken DIR, O GOTT, dass DU jedem von uns einen himmlischen Begleiter zur Seite gestellt hast, der uns nach Deinem Willen führt, zu Deiner Ehre hinleitet und uns Deine Liebe offenbart.
Wir versprechen hier vor Deinen Augen, diesen unseren heiligen Begleiter wie einen Bruder zu lieben und auf ihn zu horchen, wenn er in der Stimme des Gewissens zu uns spricht. Er soll uns sicher in den Himmel führen!
HERR JESUS CHRISTUS, UNSER ERLÖSER, nimm meine Hand und lege sie in die Hand meines Engels und zeichne das Zeichen der Erlösung darüber als Deinen Segen zu unserem Heil.
IM NAMEN DES VATERS UND DES SOHNES UND DES HEILIGEN GEISTES. AMEN“

## Lehre
Am Anfang des Opus Angelorum und seiner Lehre stand Gabriele Bitterlich, die den Anspruch erhob, Privatoffenbarungen von Engeln zu erhalten. Bitterlich rechtfertigte Lügen von Engelwerk-Mitgliedern als „Engelspiritualität“. Die Inhalte der vermeintlichen Offenbarungen wurden seit 1951 mit ablehnendem Ergebnis von der kirchlichen Autorität geprüft.
Die Texte erwähnen ein „magisches Vier-Eck, das sich jeder Dämon über die Schöpfung spannt und mit Zahlen, hinter denen Dämonen stehen, ausfüllt. Mit diesen Dämonen macht er dann seine Schachzüge.“ In dem 1961 in Innsbruck erschienenen, 1987 durch den Münchner Weihbischof Heinrich von Soden-Fraunhofen bekannt gewordenen offiziellen Handbuch des Engelwerkes werden für dämonische Strahlungen besonders empfängliche Tiere aufgezählt: „die grauen, gefleckten und schwarzen Katzen, die gefleckten und schwarzen Hennen, die Schweine und die glatthaarigen Hunde, die Schmeißfliegen, Ratten und Schlangen“. „Nicht empfänglich“ seien u. a. Schaf, Hirsch, alle Singvögel, Biene und Marienkäfer, „alle Fische und Wale außer den Raubfischen und dem Aal“. An gleicher Stelle wird der „Wundertätigen Marienmedaille“ eine „bekannte Strahlkraft“ zugeschrieben. Laut Handbuch, Seite  128, seien auch bestimmte Dämonen und Engel wie Chalchor und Lairiel, Fürst des Urans, des Schwefels und der Elektrizität, speziell mit Strahlungen befasst. Im Kalendarium des Engelwerkes wird unter dem Stichwort St. Lairiel den Menschen mit der Vernichtung durch Kernwaffen gedroht, sollte sich die Menschheit von Gott entfernen, denn selbst der Drache der Endzeit sei Eigentum Gottes. Ferner besagen die angeblichen Privatoffenbarungen, dass Kinder, die den Pfarrer nicht ansehen können, oder junge Frauen, die eine Fehlgeburt haben, von Dämonen befallen seien; ebenso viele „Zigeuner“, Hebammen und Bauersfrauen. Von den 243 namentlich bekannten Dämonen gebe es speziell zuständige für „jüdischen Handel, rote Arbeiter und Journalisten“; bei Ahasver handle es sich um den „Geist des verfluchten Judenvolkes“. Nur durch die Verehrung von 400 Engeln könne man sich vor ihnen schützen. Im Handbuch wird wörtlich ausgeführt: „Es darf keiner über das, was er gesehen oder gehört hat oder zu tun aufgetragen bekommen hat, etwas aussagen. Meist steht der Tod darauf“. Dafür sei ein Magier aus der III. Rangstufe, dritte von vier Gruppen, namens „Jezabel“, Zutreiber der bösen Geister, zuständig.
Der Regensburger Theologe Johann Auer sagte nach zwei Gutachten zu diesen Inhalten: „Ich muss gestehen, dass ich dazu neige, dieses ganze Denken auf eine (sit venia verbo) paranoide Schizophrenie zurückzuführen. (…)“ Auch der niederländische Dominikaner und Theologe Johannes van der Ploeg sowie der jesuitische Mystikforscher und Theologe Josef Sudbrack gelangten zu ablehnenden Resultaten. Der engelwerk-nahe Autor Heinz Gstrein beklagte antisemitische Äußerungen im Handbuch des Engelwerkes. Auf die Vorwürfe von Rassismus und Diskriminierung reagierte die Gemeinschaft nicht (Stand 1998).
Hingegen behauptete Engelwerk-Mitglied Franziskus Peter Färber ORC 1984 in seiner bei Claus Schedl eingereichten Dissertation unter Berufung auf Bitterlichs angeblich glaubwürdiges Charisma, die Juden hätten es zustande gebracht, mit dem aus der jüdischen Mystik bekannten Engel Metatron einen Dämon an die Seite Gottes zu setzen. Nachdem der Innsbrucker Bischof Reinhold Stecher das Handbuch des Engelwerkes kritisiert hatte, erklärte der Engelwerk-Pressesprecher Franz Ritzinger 1990, das Engelwerk werde sich von seinem Handbuch und den darin enthaltenen „sachlichen Feststellungen“ nicht distanzieren können.
Am 6. Juni 1992 kam die Kongregation für die Glaubenslehre mit dem Dekret Litteris diei zum Ergebnis, dass „die dem Opus Angelorum eigene Engellehre und gewisse von ihr herstammende Praktiken der Heiligen Schrift und der Überlieferung fremd sind und daher nicht als Grundlage für die Spiritualität und Aktivität von kirchlich anerkannten Vereinigungen dienen können.“ Besonders genannt wurden „Theorien […] über die Welt der Engel, ihre persönlichen Namen, ihre Gruppen und Aufgaben.“
Das Engelwerk gab 2010 an, diese Vorgaben einzuhalten. Im Oktober 2010 wurde dies auch von der Glaubenskongregation angegeben. Einige Monate später erschien am 15. April 2011 im L’Osservatore Romano, der offiziellen Tageszeitung des Vatikans, ein ausführlicher Artikel über die Lehren des Engelwerkes, wie sie sich nach den Jahren der römischen Prüfung darstellten:
Gemäß dem Schreiben der Glaubenskongregation von 2010, welches die Übereinstimmung des Engelwerkes mit der überlieferten Lehre der Kirche angab, könne davon ausgegangen werden, dass entgegenstehende Inhalte vom Engelwerk nicht mehr verbreitet würden.
Den angeblichen Privatoffenbarungen von Gabriele Bitterlich wurden gnostische Züge nachgesagt; sie gingen auf die Kabbala und den persischen Dualismus zurück.
Im Sommer 2011 gab die Gemeinschaft noch an, Bitterlichs Inhalte aufgegeben zu haben. Seit dem Jahr 2017 beruft sich das Engelwerk wieder offen auf Gabriele Bitterlichs Lehren, die es als „grundlegendes Charisma“ bezeichnet, und behauptet, sie habe Privatoffenbarungen von Gott, Maria und den Engeln erhalten. Bitterlich sei Gottes Werkzeug zur Einführung des Engelwerkes in die katholische Kirche gewesen und eine spirituelle Mutter im tiefsten Sinne des Wortes geworden.
2020 schrieb der Historiker und Antisemitismusforscher Wolfgang Benz dem Engelwerk mit Gegenwartsbezug den Charakter einer Sekte, die Struktur eines Geheimbundes und katholischen Fundamentalismus unter dem Dach der katholischen Kirche zu. Im Verhältnis zu Rom wirke es im Spannungsfeld zwischen Argwohn und Duldung.

## Geschichte
Die Gemeinschaft geht zurück auf angebliche Privatoffenbarungen der als „Mutter“ verehrten Tirolerin Gabriele Bitterlich (1896–1978), die schon als Vierjährige zum ersten Mal ihren Schutzengel gesehen haben soll; ihre Aufzeichnungen wuchsen mit der Zeit auf angeblich über 80.000 Manuskriptseiten. Bitterlichs zentrales Anliegen war es, die Existenz von Engeln stärker ins Bewusstsein zu rufen. Besonders wichtig dabei war die Beziehung des Einzelnen zu seinem persönlichen Schutzengel, die durch eine sogenannte Engelweihe gestärkt werden sollte. Das Engelwerk entstand am 20. April 1949 durch den Zusammenschluss mehrerer Priester zur Engelverehrung.
 1951 wurden Schutzengelweihe, Engelweihe und Sühneweihe vom Innsbrucker Diözesanbischof Paulus Rusch anerkannt. Ein Teil des Engelwerkes erhielt einen diözesanen Rahmen in der 1961 von Bischof Rusch in Innsbruck-Wilten kanonisch errichteten Schutzengelbruderschaft (Sodalitium in honorem SS. Angelorum Custodum). 1965 erwarb die Schutzengelbruderschaft die mittelalterliche Burg St. Petersberg bei Silz (Tirol).

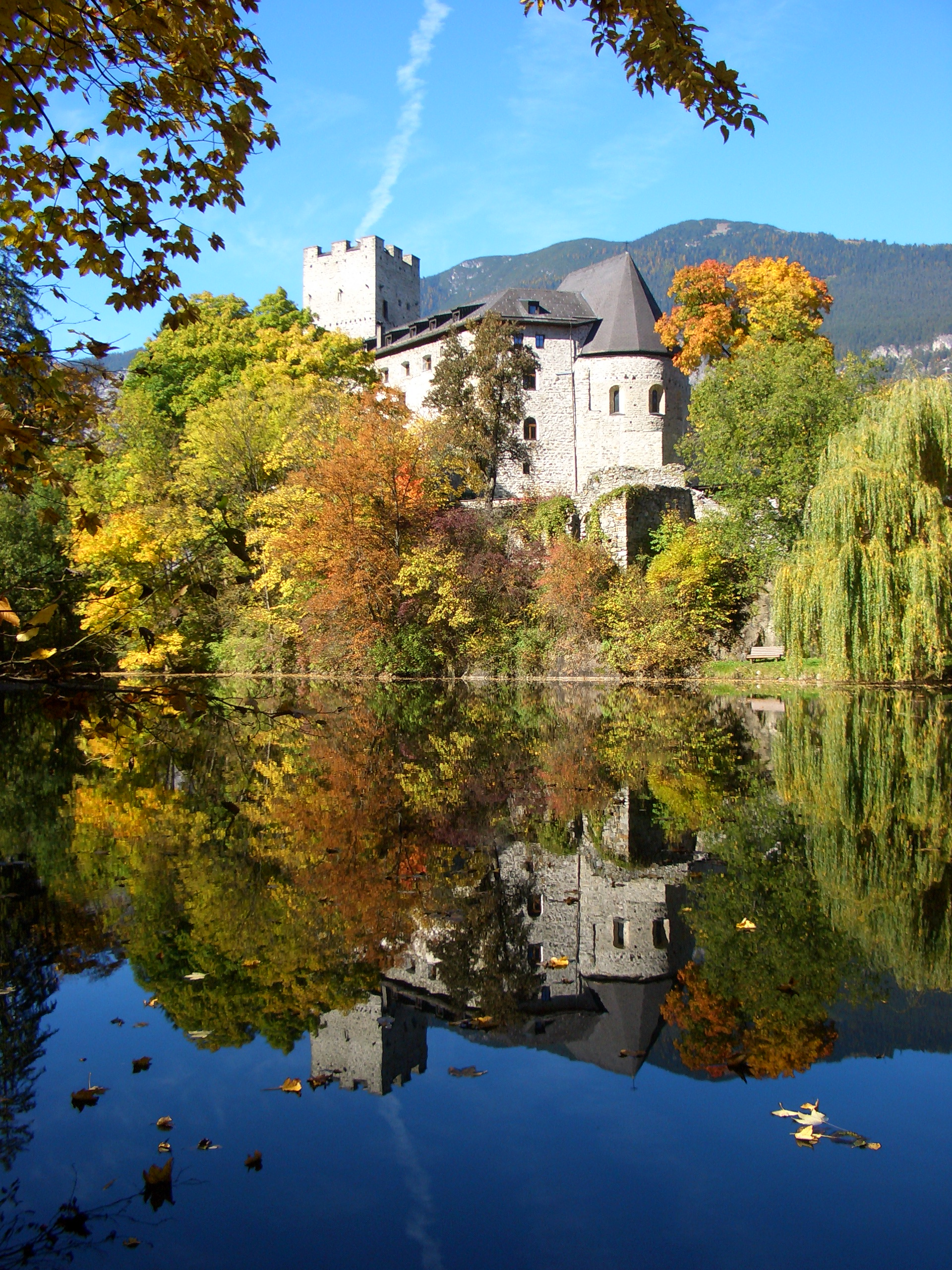
Sitz des Engelwerkes und des neuen Kreuzordens: Burg St. Petersberg in Silz, Tirol

1979 belebten einige Mitglieder des Engelwerkes den Orden der Regularkanoniker vom Heiligen Kreuz („Kreuzorden“) wieder, der 1131 gegründet worden und 1903 ausgestorben war; die Restauration begann mit dem päpstlichen Dekret Perantiquus Ordo vom 29. Mai 1979. Erster Oberer des wiedergegründeten Kreuzordens war seit 1980 João Pereira Venâncio, vormals Bischof von Leiria. Die Priester Norbert Tscholl und Reinhard Knittel waren trotz ihrer Mitgliedschaft im Kreuzorden zugleich in der Diözese Anápolis inkardiniert. Seit 1979 ist St. Petersberg Sitz eines Klosters des Kreuzordens. Der Orden ist offiziell mit der Betreuung des Engelwerkes beauftragt.
Die Leitung des Engelwerkes lag zuvor laut dem „4. Lehrbrief des Corpus Operis Sanctorum Angelorum“ beim Rektorat der Schutzengelbruderschaft. In mehreren Diözesen wurden Priestergemeinschaften des Engelwerkes errichtet, meist als „Priestergemeinschaft vom Heiligen Kreuz“ bezeichnet. Mitglieder der Priestergemeinschaften sind Mitglieder des Engelwerkes, aber im Gegensatz zu den Priestern der Regularkanoniker vom Heiligen Kreuz meist Diözesanpriester oder gehören anderen Orden an. In Deutschland wurde die Priestergemeinschaft in Maria Vesperbild am 22. Februar 1969 vom Augsburger Bischof Josef Stimpfle gegründet.
1983 wurde die Hochschule des Engelwerkes, das Institutum Sapientiæ im brasilianischen Anápolis, unter Leitung des Kreuzordens gestiftet. Ihr erster Rektor war Ingo Dollinger. Der Plan, eine Zweigstelle der Hochschule in der Kartause Gaming zu eröffnen, scheiterte 1987 am Widerstand des St. Pöltner Diözesanbischofs Franz Žak. Im Mai 1988 kam es zu einem Raubüberfall auf das Institutum Sapientiæ, bei dem den Räubern große Mengen an Bargeld und Gold sowie eine Pistole aus dem angeschlossenen Kreuzordenskloster in die Hände fielen. Das Engelwerk gab zu, dass der Überfall stattgefunden hatte, behauptete aber, die in einem Bericht der Journalistin Margit Pieber genannte Höhe der Beute sei „völlig falsch“.
1987 hielt der Engelwerk-Priester Hans Odermatt ORC aus Flüeli-Ranft in Wien Jugendexerzitien für den Kreis junger Missionare (KIM-Bewegung), eine Organisation innerhalb des Engelwerkes.
Erzbischof Friedrich Kardinal Wetter verbot im März 1988 per Verwaltungsbefehl jegliche Aktivität des Engelwerkes im Erzbistum München und Freising, zahlreiche Diözesen im deutschsprachigen Raum schlossen sich in den darauffolgenden Jahren an. Unter Leitung der Münchner Engelwerk-Kritikerin Marianne Poppenwimmer schlossen sich Angehörige von Engelwerk-Mitgliedern aus Deutschland und Österreich 1990 zur weiterhin bestehenden Initiative engelwerkgeschädigter Familien zusammen. Der Münchner Weihbischof Heinrich von Soden-Fraunhofen galt als einer der schärfsten Engelwerk-Kritiker im deutschen Episkopat. Er warf der Vereinigung vor, Jugendliche nach Sektenart ihrer Freiheit zu berauben und sie von ihren Angehörigen zu isolieren.
Das Engelwerk war im Jahr 1990 stimmberechtigtes Mitglied im kirchlich nicht anerkannten Vereinten Apostolat im Geist Mariens und kooperierte als solches mit anderen marianischen Gruppen wie den Dienern Jesu und Mariens (SJM), der Katholischen Pfadfinderschaft Europas (KPE), Radio Maria e. V. und der Marianischen Priesterbewegung (MPB).
1990 kritisierte der Theologe Heinz Gstrein, ein „exorzistischer Flügel des Engelwerks“ würde in der Seelsorge ohne ausreichende Unterscheidung zu Teufelaustreibungen greifen. Als Beispiel verwies er auf einen Fall im indischen Bundesstaat Kerala, wo sich ein geistliches Haus, dessen Vorsteher Mitglieder sexuell missbrauchte, an das Engelwerk wandte und um Rat und Hilfe bat. In der Folge bekämpfte das Engelwerk die „Homosex-Dämonen Dragon, Varina und Selithareth“. Daraufhin kam es zu einem Sexualmord durch den Vorsteher jenes Hauses. Der Exorzismus erfolgte unter der Auflage, dass dem Täter nichts passieren dürfte, nicht einmal seine Absetzung. Das Engelwerk führte den Mord auf Dragon, „Götze des Meuchelmordes, der sodomitischen Sünde, der Blutrache und des Blutrausches“, zurück. In Indien unterliegen Gesetzesverstöße schon dann der strafbewehrten Anzeigepflicht, wenn sie sich erst im Stadium der Planung befinden. Die Nichtanzeige ist mit bis zu einem Viertel der für die betreffende Straftat geltenden Höchststrafe bedroht.

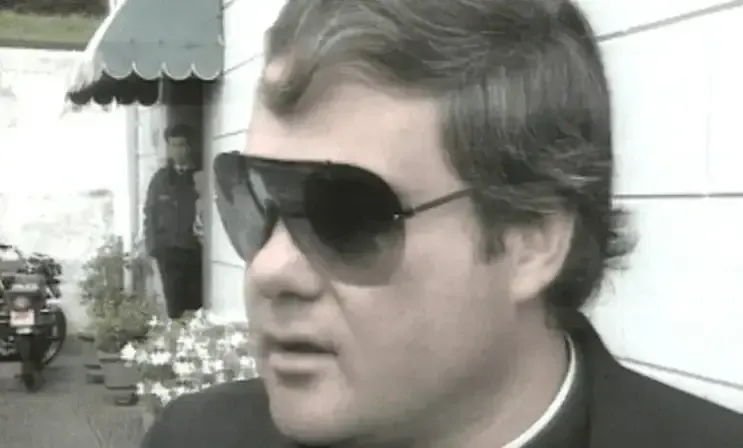
Frederico Cunha, noch in Priesterkleidung

1993 wurde der bereits als Pädophiler bekannte Engelwerk-Priester Frederico Cunha ORC vom Bezirksgericht in Santa Cruz auf Madeira wegen Mordes und versuchten sexuellen Missbrauchs von Jugendlichen zu einer Freiheitsstrafe von 13 Jahren verurteilt. Der Prozess war von zahlreichen Versuchen, die Tatumstände zu vertuschen, begleitet: Der Bischof von Funchal, Teodoro de Faria, bezeichnete Cunha wider besseres Wissen als „unschuldig wie Jesus Christus“, der von den Juden „trotz seiner Unschuld“ verurteilt worden sei. Das Gericht erfuhr von mehreren Versuchen von Engelwerk-Priestern, Zeugen zur Falschaussage anzustiften. Bereits 1993 hatte Cunha in der portugiesischen Wochenzeitung Expresso behauptet: „In Wirklichkeit habe ich nie dem Orden der Regularkanoniker vom Heiligen Kreuz angehört. Ich wollte ihm auch nie angehören.“ Er gab weiter an, im Jahr 1977 habe er für sechs Monate ein „nicht-kanonisches Noviziat“ im Engelwerk absolviert und dann 1978 die Gemeinschaft verlassen. „Ich bin weggegangen aus freiem Willen, ich wiederhole, weil ich sah, dass dieser Orden nicht meiner Berufung entsprach.“ In der katholischen Kirche existiert weder ein sechsmonatiges noch ein nichtkanonisches Noviziat; den von Cunha vorgeblich 1978 abgelehnten Orden gibt es erst seit 1979. Aufgrund seiner Schutzengelweihe sah Cunha sich weiterhin der Bewegung des Engelwerkes verbunden, habe jedoch als Diözesanpriester gewirkt. Bischof Teodorio de Faria wurde 1994 wegen Druckausübung auf die Justiz verurteilt. In der von Rudolf Schermann herausgegebenen Zeitschrift Kirche intern behauptete der Kreuzorden, Cunha sei nie Ordensmitglied gewesen. In den Jahren 2004, 2006, 2010 und 2014 wurde jedoch in verschiedenen Berichten Cunhas Ordensmitgliedschaft anhand detaillierter Angaben zu seinem Beitritt in Italien, seinem dort abgelegten Ordensgelübde, Cunhas Habit, Eigenheiten des Ordens und dem Aufenthalt des Paters im Kreuzordenskloster Casa do Caniçal auf Madeira belegt. Im April 1998 setzte sich Cunha während eines vorübergehenden Freigangs nach Rio de Janeiro ab. Dort wurde er wegen sexuellen Missbrauchs eines Schülers 2007 erneut straffällig und inhaftiert. Dennoch blieb er eingetragener Priester des Bistums Funchal (Stand November 2017). 2016 gab er an, er sei wegen seiner homosexuellen Neigung, die er 1998 noch geleugnet hatte, verurteilt worden. Cunhas Fall war das erste einem Priester nachgewiesene Sexualverbrechen in der Geschichte Portugals und der einzige Fall, in dem ein Mörder von seiner Glaubensgemeinschaft und dem Ortsbischof aktiv gedeckt wurde (Stand von 2014). Zugleich war es das Strafverfahren mit der größten Medienaufmerksamkeit in der Geschichte Portugals. Im April 2018 verjährte der Mord nach portugiesischem Recht. 2021 gab Cunha an, weiterhin Messen zu feiern. Im Februar 2024 wurde er von Papst Franziskus laisiert. Seit Cunhas Flucht auch aus Brasilien ist sein Aufenthaltsort unbekannt.
1993 veröffentlichte der Fachjournalist Heiner Boberski Berichte über Menschen, die bei Kontakten mit der Gemeinschaft schwere körperliche oder psychische Schäden erlitten beziehungsweise Suizid begangen hatten. Am 23. Juni 1971 nahm sich die Chilenin Anna Maria Lagos, die dem Werk nicht angehörte, oberhalb der Burg St. Petersberg das Leben; neben der Leiche wurde nach Angaben des Engelwerk-Priesters Georg Blaskó eine Giftphiole gefunden. 1974 hat das Engelwerk den gerichtsmedizinisch festgestellten Suizid bestätigt; 1990 sprachen die Vertreter des Engelwerks im Österreichischen Rundfunk hingegen fälschlich von einem „Unfall“. Für eine Straftat gab es im Fall Lagos keine Anhaltspunkte. Familien in München, Lappersdorf und Windischgarsten zerbrachen, nachdem Angehörige dem Engelwerk beigetreten waren. 1974 wurde gegen Mitglieder des Engelwerkes, darunter ein Priester, eine Strafanzeige wegen eines Vermögensdelikts eingebracht. Die geschädigte Witwe erhielt den größeren Teil ihres Eigentums von der Engelwerk-Gemeinschaft „Werk Sanitas“ zurück, die Schenkung wurde rückgängig gemacht.
Im Zusammenhang mit dem Engelwerk kam es zu Beginn des Schuljahres 2001/2002 an der Auerbacher Realschule zu einem Konflikt der Auerbacher Schulschwestern mit dem bayerischen Kultusministerium, dem Erzbistum Bamberg und den anderen Trägern des Zweckverbandes, dem Landkreis Amberg-Sulzbach und der Stadt Auerbach, da an der Schule in den vom Ministerium zugelassenen Biologiebüchern für die 10. Klasse zum Thema „Sexualität und Fortpflanzung“ 14 Seiten herausgerissen worden waren und kurz darauf auch das Biologiebuch für die 8. Klassen eingezogen wurde. Nach Meinung von Kritikern wurde damit eigenmächtig Zensur ausgeübt. Ferner wurde auch über angsteinflößende Pädagogik im Kindergarten, wie beispielsweise das Drohen mit Höllenstrafen, über Kleidungsvorschriften für Schülerinnen sowie Verbindungen mehrerer Ordensmitglieder zum Engelwerk berichtet. Die Engelwerk-Nachwuchsorganisation Katholische Pfadfinderschaft Europas hatte 1994 berichtet, dass sieben ihrer Mitglieder als Lehrkräfte an der Schule untergekommen waren. Nach einer Intervention von Kultusministerin Monika Hohlmeier (CSU) setzte der Vatikan die bayerische Provinzleitung der Schulschwestern ab. Sechs von zwölf an der Schule beschäftigten Nonnen verließen die Schule und konnten sich mit Unterstützung der ehemaligen (Erz-)Bischöfe von Salzburg und St. Pölten, Georg Eder und Kurt Krenn, der nach vom Engelwerk unwidersprochenen Aussagen zweier Autoren selbst dem Engelwerk angehörte, in deren Diözesen niederlassen. Im Januar 2002 verglich Eder die staatlichen Maßnahmen in dieser Sache mit den Methoden des Naziregimes; die Methoden glichen sich und einzig die Akteure hätten sich geändert. Er räumte „eigene gute Erfahrungen“ mit dem Engelwerk ein und bestritt, dass es sich dabei um eine Sekte handle. Auch der Salzburger Weihbischof Andreas Laun verteidigte das Verhalten der betreffenden Nonnen. Der Bayerische Landtag begrüßte hingegen den Weggang der mit dem Engelwerk verbundenen Lehrerinnen.
Im Jahre 2006 wurde ein Mitglied des Kreuzordens zum Weihbischof im kasachischen Bistum Karaganda (seit 2011 im Erzbistum Astana) erhoben: Athanasius Schneider ORC, gebürtig im heutigen Kirgisistan und aufgewachsen in Baden-Württemberg.
In ihrem im Februar 2014 veröffentlichten Bericht zu Kinderrechten in der römisch-katholischen Kirche äußerten sich die Vereinten Nationen besorgt über die Situation bei den Legionären Christi, die Kinder und Jugendliche von ihren Familien entfremden würden. Es handle sich dabei um Manipulationen durch der Kirche nahestehende Gruppen. Spiegel Online zählte auch das Engelwerk zu diesen Gruppen.
2022 bat die Katholische Pfadfinderschaft Europas in einer E-Mail an die Schriftstellerin Johanna Beck um Entschuldigung für sexuellen Missbrauch, den sie als Kind in der KPE durch einen Priester des Engelwerkes erlitten hatte. Der Priester war 2022 weiter unter Auflagen im Amt.
Am 10. Juni 2024 bezeichnete der deutsche SPD-Bundestagsabgeordnete Christian Petry ihm vorliegende Berichte über das Engelwerk als „erschütternd“.

## Römisch-katholische Kirche und Engelwerk
Von Sektenbeauftragten und Bischöfen innerhalb der katholischen Kirche wird das Opus Angelorum als fundamentalistische Vereinigung eingestuft. Die Engelhierarchien und die Visionen der Schriften seien mit der Lehre der katholischen Kirche unvereinbar. Die Geheimhaltung der Schriften würde eher auf einen Geheimbund als auf eine Erneuerungsbewegung schließen lassen. Für den ehemaligen Regensburger Dogmatikprofessor Wolfgang Beinert, einen langjährigen Weggefährten Joseph Ratzingers, des späteren Papstes Benedikt XVI., ist das Engelwerk „ein charakteristisches Beispiel für den 'charismatischen' Typ" des katholischen "Fundamentalismus“, während die Personalprälatur Opus Dei „in sehr reiner Form den Typus des 'rationalen' Fundamentalismus“ verkörpere. Es gibt Mitglieder von Engelwerk und Kreuzorden, die ihre Mitgliedschaften bestreiten und intern als alter Angelus (lat. „anderer Engel“) geführt werden. Das Engelwerk helfe außerdem Theologiestudenten, deren Eignung zweifelhaft sei, zu einer Priesterweihe. Jugendliche, die dem Werk beitreten, würden von ihren Angehörigen isoliert und wie Leibeigene behandelt. Durch übersteigerte Gebetspflichten und eine lebensfeindliche Moral würden sie in krankhafte Angst versetzt.
Am 24. September 1983 verbot die Kongregation für die Glaubenslehre den Gebrauch der von Gabriele Bitterlich genannten Engelnamen sowie das Verlangen des Schweigeversprechens und forderte die strikte Einhaltung der liturgischen Normen ein.
Im Mai 1990 bezeichnete der Direktor der Katholischen Akademie Bayern, Franz Henrich, das Engelwerk als „Räuberbande, die zum Teil von Bischöfen gedeckt wird“. Es deklariere sich sehr fromm, sei aber schlicht und ergreifend eine Sekte. Henrich wurde daraufhin im Oktober 1990 von der Ottobrunner Engelwerk-Anhängerin Eva Maria Braunweiler schriftlich als „blanker Rationalist, Zeitzwerg und Schreibtischtäter“ beschimpft, der einen großen Exorzismus bitter nötig habe und „Seelenschlamm“ absondere.
Am 6. Juni 1992 erklärte die Kongregation für die Glaubenslehre, ihre Entscheidungen seien nicht korrekt ausgelegt und ausgeführt worden, und entschied:

„I. Die Theorien aus den von Frau Gabriele Bitterlich empfangenen vorgeblichen Offenbarungen über die Welt der Engel, ihre persönlichen Namen, ihre Gruppen und Aufgaben, dürfen weder gelehrt noch in irgendeiner Weise, explizit oder implizit, verwendet werden in der Organisation und in der Durchführungsstruktur (‚Baugerüst‘) des Opus Angelorum wie auch im Kult, in den Gebeten, in der geistlichen Formung, in der öffentlichen wie privaten Spiritualität, im Amt oder Apostolat. Dasselbe gilt für jedes andere Institut oder jede andere Vereinigung, die von der Kirche anerkannt sind. Der Gebrauch und die Verbreitung der Bücher wie auch anderer Schriften, welche die vorgenannten Theorien enthalten, sind innerhalb und außerhalb der Vereinigung verboten.
II. Die verschiedenen Formen der ‚Engelweihe‘, die im Engelwerk geübt werden, sind verboten.
III. Außerdem sind sowohl die sogenannte ‚Fernspendung‘ der Sakramente als auch die Einfügung von Texten, Gebeten und Riten, die sich direkt oder indirekt auf die genannten Theorien beziehen, in die eucharistische Liturgie oder das Stundengebet verboten.
IV. Exorzismen dürfen ausschließlich nach den Normen und der Disziplin der Kirche zu dieser Frage und unter Gebrauch der kirchlich approbierten Formeln durchgeführt werden.
V. Ein vom Heiligen Stuhl ernannter Delegat mit besonderen Vollmachten wird im Kontakt mit den Bischöfen die Anwendung der oben angeführten Normen überprüfen und darauf dringen. Er wird sich bemühen, die Beziehungen zwischen dem Opus Angelorum und dem Orden der Regulierten Kanoniker vom Heiligen Kreuz zu klären und zu regeln.“

Der Sohn der Gründerin, Pater Hansjörg Bitterlich, bis dahin Leiter des St. Petersberger Klosters, äußerte vehemente Kritik an diesen Entscheidungen der Glaubenskongregation und wurde daraufhin abgesetzt und vom Orden exklaustriert. 1997, kurz vor seinem Tod im Folgejahr, unterhielt er Kontakte zur islamischen Gülen-Bewegung aus der Türkei.
Gläubige um Hansjörg Bitterlich gründeten den sogenannten Engelbund, der die Privatoffenbarungen weiterverbreitete und sie mit denen von Maria Magdalena Meyer vermischte. Am 15. August 2011 wurden die betreffenden Websites vom Netz genommen. Ab November 2011 waren deren Inhalte in verkürzter Form wieder abrufbar.
Am 31. Mai 2000 wurde ein neu geschriebenes Gebet zur Engelweihe von der Glaubenskongregation für den Gebrauch im Opus Angelorum genehmigt.
Der Regularkanoniker vom Heiligen Kreuz und Theologe William Wagner gab 2002 in einem Artikel an, dass nach der Überprüfung der Schriften von Gabriele Bitterlich feststehe, dass ein gewisser Teil der darin enthaltenen Lehren der Heiligen Schrift und der Überlieferung der katholischen Kirche fremd seien. Also könne dieser Teil der Schriften nicht als Grundlage der Spiritualität oder der Handlungsweisen von irgendeiner Gruppe innerhalb der katholischen Kirche sein. Das Dekret von 1992 urteile weder über das persönliche Leben von Gabriele Bitterlich noch über den Ursprung oder den Wahrheitsgehalt ihrer Schriften. Wagner bezeichnet den Fokus, den die angeblichen Privatoffenbarungen von Bitterlich aufzeigen, nämlich die Verherrlichung Gottes und die Rettung und Heiligung der Seelen, als eine wesentliche Perspektive, den apokalyptischen Auftrag der Engel in der Kirche richtig zu verstehen. Grundlage der Lehre und Spiritualität des Engelwerkes sei die Heilige Schrift und die lebendige Überlieferung der Kirche. Als konkrete Inhalte, die das Engelwerk vertrat, wurden genannt: Die Existenz von Engeln, ihre Aufgabe als Diener und Boten Gottes, ihre Hinordnung auf Jesus Christus – besonders in Bezug auf sein irdisches Wirken, ihre Präsenz in der gesamten Heilsgeschichte, das namentliche Gedächtnis der Erzengel Michael, Gabriel und Raphael, der Glaube an einen persönlichen Schutzengel. Bei den verschiedenen Inhalten verweist der Artikel jeweils auf die entsprechenden Nummern im Katechismus der Katholischen Kirche.
Am 7. November 2008 waren, wie im Oktober 2010 bekannt wurde, erneuerte Statuten des „Opus Angelorum“ von der vatikanischen Kongregation für die Institute geweihten Lebens und für die Gesellschaften apostolischen Lebens im Auftrag von Papst Benedikt XVI. anerkannt worden. Diese setzten voraus, dass die Einschränkungen gemäß dem Dekret der Glaubenskongregation vom 6. Juni 1992 eingehalten würden. Nach Angaben des Engelwerkes sei dies geschehen.
Im Januar 2009 trat der vormalige Kreuzordenspater Markus Kocher aus dem Orden und dem Engelwerk aus. Er gab nach Bekanntwerden der päpstlichen Anerkennung des Werkes an, innerhalb der Gemeinschaft auf der Opferseite und nicht auf der Seite der Aggressoren gestanden zu haben, und bot Aussteigern seine Hilfe an.
Am 7. April 2010 schrieb Pater Daniel Ols OP, der vom Heiligen Stuhl bevollmächtigte Delegat für das Engelwerk, an dessen Mitglieder, die Herausgabe zahlreicher Texte von Gabriele Bitterlich zum Gebrauch durch die Mitglieder werde zweifellos eine bedeutende Rolle bei der Fortsetzung des eingeschlagenen Weges spielen.
Im Oktober 2010 fasste die Glaubenskongregation unter William Joseph Levada in einem Schreiben an die Vorsitzenden der Bischofskonferenzen die Entwicklung des Engelwerkes in den letzten 30 Jahren zusammen und schrieb dem Werk eine positive Entwicklung zu: „Heute kann man davon ausgehen, daß das Opus Angelorum dank des Gehorsams seiner Mitglieder loyal und treu in Übereinstimmung mit der Lehre der Kirche sowie den liturgischen und kanonischen Vorschriften lebt.“ P. Benoît Duroux OP, der vom Heiligen Stuhl 1992 als Delegat für das Engelwerk eingesetzt wurde, sei es gelungen, die ihm anvertraute Aufgabe zu erfüllen.

„Die Normalisierung der Situation zeigt sich besonders in den folgenden Punkten:
Am 31. Mai 2000 hat die Glaubenskongregation für das Opus Angelorum die Formel einer Weihe an die heiligen Engel approbiert.

Mit Zustimmung der Glaubenskongregation hat dann die Kongregation für die Institute des geweihten Leben und die Gesellschaften des apostolischen Lebens das ‚Statut des Opus Sanctorum Angelorum‘ approbiert, in dem unter anderem die Beziehungen zwischen dem Opus Angelorum und dem Orden der Regularkanoniker vom Heiligen Kreuz geregelt werden.

Gemäß diesem Statut ist das Opus Angelorum ein öffentlicher Verein der katholischen Kirche mit Rechtspersönlichkeit gemäß can. 313 CIC; dieser Verein ist nach can. 677 § 2 CIC dem Orden der Regularkanoniker vom Heiligen Kreuz angeschlossen und steht nach can. 303 CIC unter dessen Leitung.

Zudem sind die Konstitutionen der Schwestern vom Heiligen Kreuz vom Bischof von Innsbruck approbiert worden. Schließlich konnte der Orden der Regularkanoniker vom Heiligen Kreuz, dessen Leitung am 30. Oktober 1993 von der Kongregation für die Institute des geweihten Leben [sic!] und die Gesellschaften des apostolischen Lebens ernannt worden war, Anfang 2009 den eigenen Generaloberen und die Mitglieder des Generalrates wählen.“

Die Glaubenskongregation kam damit zum Ergebnis, das Opus Angelorum stelle sich als „ein öffentlicher Verein der Kirche in Übereinstimmung mit der überlieferten Lehre und den Weisungen der höchsten Autorität“ dar. Seine Aktivitäten wurden wie folgt beschrieben: „Es verbreitet die Verehrung der heiligen Engel unter den Gläubigen, ruft zum Gebet für die Priester auf, fördert die Liebe zu Christus in seinem Leiden und die Verbundenheit mit ihm.“ Für die Bischöfe in den einzelnen Diözesen bestehe darum „kein Hindernis lehrmäßiger oder disziplinärer Art, diesen Verein in ihren Diözesen aufzunehmen und sein Wachstum zu fördern.“
Zugleich wies das Schreiben die Ordinarien darauf hin, dass einige Mitglieder des Engelwerkes, darunter ausgetretene oder entlassene Mitglieder des Ordens der Regularkanoniker vom Heiligen Kreuz, die von der Kirche erlassenen Normen nicht akzeptierten. Die Tätigkeit dieser Personen geschehe auf sehr diskrete Weise und erwecke den Eindruck, sie stünde in voller Gemeinschaft mit der katholischen Kirche. Die Glaubenskongregation bittet die Ordinarien diesbezüglich um Wachsamkeit.
Zeitgleich unterstellte der Eichstätter Bischof Gregor Maria Hanke allen katholischen Bildungshäusern, die auch dem mit der Kirche in Einheit stehenden Teil des Engelwerkes die Aufnahme verweigerten, „das Kind mit dem Bad ausschütten“ zu wollen. Hanke verwies darauf, dass ausschließlich das von ihm als Abt der Benediktiner bis 2006 geleitete Kloster Plankstetten gegenteilig gehandelt habe, und unterstützte die päpstliche Anerkennung der Gruppe.
Auch nach der päpstlichen Anerkennung des Engelwerkes und seiner Teilorganisationen wurde innerkirchlich Kritik geübt; so warf der Priester und Sachbuchautor Hermann-Josef Frisch 2014 Engelwerk und Kreuzorden vor, „eher abstruse“ Gemeinschaften zu sein. 2017 beschrieb Johannes zu Eltz, Domkapitular im Bistum Limburg, das Engelwerk als „kabbalistische Sekte“, gegen welche die Bischöfe zu Recht „zu Felde gezogen“ seien und die von ihnen „plattgemacht“ worden sei. 2022 warnte die Autorin Johanna Beck, Sprecherin des Betroffenbeirats der Deutschen Bischofskonferenz, ausdrücklich vor dem Engelwerk und dessen Umfeld.
Am 5. Juli 2024 hob Papst Franziskus alle 1992 von der Glaubenskongregation verkündeten Einschränkungen und Auflagen gegen das Engelwerk sowie dessen ursprüngliche Lehren und Praktiken auf, der damals bestellte Delegat wurde entpflichtet.

## Bekannte Mitglieder, Mitarbeiter, Anhänger oder Unterstützer
→ Vergleiche auch Kategorie:Person (Engelwerk)
Als Mitglieder, Mitarbeiter, Anhänger oder Unterstützer des Engelwerkes sind oder waren unter anderem folgende Personen bekannt:
- Johannes Maria Bauer (1919–1999), Pfarrer in Aresing und Mitgründer der Marienkinder[130]
- Gabriele Bitterlich (1896–1978), österreichische Gründerin der Gemeinschaft, Mutter von Roswitha und Hansjörg Bitterlich
- Hansjörg Bitterlich ORC (1923–1998), österreichischer Sohn der Gründerin
- Roswitha Bitterlich (* 24. April 1920; † 10. Dezember 2015), österreichische Tochter der Gründerin
- Georg Blaskó ORC (* 14. Oktober 1928; † 29. September 1990), eines der Gründungsmitglieder bei der Restauration des Kreuzordens
- Ingeborg Blümel, Professorin der Handelsakademie Wien, Beitritt 1978, seit den 1980er-Jahren Engelwerk-Gegnerin[131]
- Benedikt Bucher ORC, deutschsprachiger Webmaster des Engelwerkes[132]
- Frederico Cunha ORC (* 1950), wegen Mordes verurteilter brasilianischer Priester
- Ingo Dollinger (1929–2017), Leiter der Engelwerk-Hochschule Institutum Sapientiæ in Anápolis und Dozent für Moraltheologie dort,[133][134] Pfarrer von Alsmoos, nach eigenen Angaben aus dem Jahr 1992 keine Mitgliedschaft im Engelwerk[135]
- Rudolf Graber (1903–1992), Bischof von Regensburg, Austritt 1972[136]
- Karl Maria Harrer (1926–2013), deutscher römisch-katholischer Priester und religiöser Schriftsteller
- Paul Hnilica SJ (1921–2006), slowakischer römisch-katholischer Bischof
- Ferdinand Holböck (1913–2002), österreichischer Theologe und Priester, Berater der Zeitschrift Der 13. sowie Unterstützer des Engelwerkes; bestritt Mitgliedschaft 1993[137]
- Andreas Hönisch SJM (1930–2008), Unterstützer des Engelwerkes, Gründer der Vorfeldorganisation Katholische Pfadfinderschaft Europas[138][139]
- Martin Humer (1925–2011), österreichischer Abtreibungs- und Pornografiegegner, Autor des rechtsextremen Blogs kreuz.net, Holocaustleugner, Unterstützer des Neonazis Gerd Honsik und juristischer Berater des Engelwerkes[140]
- Reinhard Knittel (* 1960), mit Unterstützung des Engelwerkes geweihter Priester[141]
- Wolfgang Knupfer ORC (* 12. Juni 1928; † 9. Juni 1991), Generalvikar, Kanzler und erster Generalprokurator des Kreuzordens[142]
- Markus Kocher, deutscher ehemaliger Pater des Kreuzordens, nach eigenen Angaben seit 2009 Gegner von Engelwerk und Kreuzorden[143]
- Kurt Krenn (1936–2014), Bischof von St. Pölten, bestritt in den 1990er-Jahren eine Mitgliedschaft.[144][3][145]
- Christa Meves (* 1925), Kinder- und Jugendlichenpsychotherapeutin sowie Schriftstellerin[146][147][148]
- Heinrich Morscher CPPS (1926–2012), römisch-katholischer Priester, im Erzbistum Bamberg 2002 mit Seelsorgeverbot belegt und von Bischof Kurt Krenn im Bistum St. Pölten aufgenommen[149][101]
- Thomas Niggl OSB (1922–2011), deutscher Abt des Benediktinerklosters Weltenburg[150] (1976–1995)
- Ludwig Oppl ORC, Engelwerk-Mitglied, Frater der Regularkanoniker vom Heiligen Kreuz, Rektor der Niederlassung in Carrollton (Ohio)[151]
- Eduard Perrone (* 1949), Mitgründer des Opus Boni Sacerdotii (2002) und bis zur Suspendierung 2019 Pfarrer der Assumption Grotto in Detroit; 2022 wegen sexuellen Missbrauchs Minderjähriger kirchenrechtlich verurteilt[152][153]
- Manuel Pestana Filho (1928–2011), brasilianischer römisch-katholischer Bischof und Professor der Engelwerk-Hochschule Institutum Sapientiæ in Anápolis
- Robert Prantner (1931–2010), österreichischer Theologe, Publizist und antisemitischer Verschwörungstheoretiker; Unterstützer der antijüdischen Ritualmordlegende um Anderl von Rinn[154]
- Richard Pühringer CPPS (* 1953), zeitweilig Donate im Kreuzorden
- Johannes Rothkranz, deutscher Theologe aus Filsen, seit seiner Abwendung 1986 Engelwerk-Gegner[90]
- Athanasius Schneider ORC (* 1961), kasachischer Weihbischof
- Michael Silberer ORC, deutscher Pater des Kreuzordens und Rektor der Engelwerk-Hochschule Institutum Sapientiæ in Anápolis
- Josef Spindelböck (* 1964), katholischer Priester und Theologe, 1986–1987 Donate im Kreuzorden (als Theologiestudent), Distanzierung 1987[155]
- Kurt Suter ORC, Leiter der Engelwerk-Niederlassung in Flüeli-Ranft, später Pater des Kreuzordens[156]
- Nathanael Thanner ORC, mit Stand von 2024 Generalprior des Kreuzordens[129]
- Meinrad Tomann OCist (* 1957 in Wien), 2017–2022 Prior von Stift Heiligenkreuz[157][158]
- João Pereira Venâncio ORC (1904–1985), portugiesischer römisch-katholischer Bischof und ehemaliger Superior des Kreuzordens
- Bernhard Vošicky (* 1950), österreichischer Zisterzienserpater[159]
- Gerhard Maria Wagner (* 1954), österreichischer Geistlicher[160][161]
- Monika Waldhier (* im 20. Jahrhundert), deutsche Juristin und angebliche Mystikerin
- Thomas Joachim Welz ORC (* vor 1970), österreichischer Generalprior des Kreuzordens und Moderator des Engelwerkes
- Gebhard Zenkert, 1976 von den Comboni-Missionaren zum Engelwerk übergetreten, am 1. Juni 2022 vom Erzbistum Wien suspendiert[162][163]
- Willibald Zenkert ORC, ehemaliger Oberer des Klosters in Schondorf[164]

## Filme
- Teufel, Strafe Gottes und ewige Verdammnis. Rainer Ritzel und Stefan Sandor, Dokumentarfilm 1993
- Verkaufte Seele. Regie: Anton Reitzenstein, Spielfilm 1994
- Himmel und Hölle. Regie: Hans-Christian Schmid, Spielfilm 1994

### Schriften des Engelwerkes
- Handbuch des Engelwerkes. Selbstverlag, Innsbruck 1961.
- Tagesengel und Engel der beweglichen Feste, zwei Bände. Schutzengelbruderschaft, Innsbruck 1969, DNB 551751886.
- Rituale des Opus Sanctorum Angelorum. Schutzengelbruderschaft, Innsbruck 1970.
- Ida Lüthold-Minder: Von Gott geführt. Verlag: Schutzengelbruderschaft, Innsbruck 1978, ISBN 3-265-77548-8.
- Hansjörg Bitterlich: Sie schaute die Engel: Mutter Gabriele Bitterlich, 1896–1978: Leben und Auftrag. Verlag Schmid-Fehr, Goldach SG 1989, DNB 1137962283

### Sekundärliteratur
- Wolfgang Beinert (Hrsg.): „Katholischer“ Fundamentalismus. Häretische Gruppen in der Kirche? (Engelwerk, Opus Dei, Priesterbruderschaft St. Petrus), Friedrich Pustet, Regensburg 1991, ISBN 3-7917-1286-1
- Heiner Boberski: Das Engelwerk. Ein Geheimbund in der katholischen Kirche? Otto Müller, Salzburg 1990, ISBN 3-7013-0781-4
- Heiner Boberski: Das Engelwerk. Theorie und Praxis des Opus Angelorum. Otto Müller, Salzburg 1993, ISBN 3-7013-0854-3 (teilidentisch mit vorgenanntem Buch)
- Heinz Gstrein: Engelwerk oder Teufelsmacht? Edition Tau, Mattersburg-Katzelsdorf 1990, ISBN 3-900977-07-0[165]
- Heribert Schmitz: Engelwerk. In: Walter Kasper (Hrsg.): Lexikon für Theologie und Kirche. 3. Auflage. Band 3. Herder, Freiburg im Breisgau 1995, Sp. 660–661.